# Juliusz Krzysztof Warunek
Juliusz Krzysztof Warunek (ur. 19 sierpnia 1955 w Krakowie) – polski aktor teatralny, telewizyjny i filmowy.

## Życiorys
Ukończył studia na Wydziale Aktorskim Państwowej Wyższej Szkoły Teatralnej im. Ludwika Solskiego w Krakowie (1983). Wcześniej, w latach 1975-1979, występował w niezależnych grupach teatralnych „Fantastron” oraz następnie Teatr 38, prowadzonych przez P. Szczerskiego, grając m.in. w Nowym Wyzwoleniu (1979). Zaraz po studiach zaangażował się do Teatru Dramatycznego w Warszawie, w którym pracował w latach 1983-1986. Zadebiutował w spektaklu Wesele Figara P. Beaumarchais'go w reżyserii W. Skarucha (1983), następnie grał m.in. w Borowskim (1984), Kandydzie (1985) i Śmierci Komandora (1986).
W latach 1987-1990 pracował w Teatrze im. J. Słowackiego w Krakowie, gdzie wystąpił m.in. w Balladynie (1987), Balu manekinów (1989) i Burzy (1990).
Od roku 1991 do 1994 był związany z Teatrem Polskim w Bydgoszczy. Grał w takich przedstawieniach jak: Moralność pani Dulskiej (1991), Opera za trzy grosze (1992) czy Cabaret (1993). Za rolę Johnniego w zrealizowanym w tym teatrze spektaklu Dzień dobry i do widzenia A. Fugarda w reż. J. Zilliego zdobył wyróżnienie na XXVII Ogólnopolskim Przeglądzie Teatrów Małych Form w Szczecinie w roku 1992.
W latach 1994-1999 pracował w Teatrze Śląskim w Katowicach. Zagrał m.in. w Braciach Karamazow (1995), Wróżbach Kumaka (1996) i Amfitrionie (1998). Jego rola Mefistofelesa w Balladach i romansach według A. Mickiewicza (1996) w reż. I. Jun została wyróżniona na XXII Opolskich Konfrontacjach Teatralnych - Klasyka Polska, Opole 1997. Za postać Walpurga w przedstawieniu Wariat i zakonnica Witkacego (1997) w reż. J. Bunscha otrzymał nagrodę „Złota Maska” - Katowice 1997. 
W latach 1999-2001 był zatrudniony w Teatrze Zagłębia w Sosnowcu, grając w Rewizorze, Wieczorze Trzech Króli, Dekameronie i Szewcach, a także gościnnie w spektaklu Ferdydurke (2002).
Od roku 2001 jest członkiem zespołu aktorskiego Teatru Bagatela w Krakowie. Wystąpił tam m.in. w Końcówce (2006), Othellu (2007), Oknie na parlament (2007) i Bizonie (2014). Zagrał również gościnnie w Teatrze Miejskim im. W. Gombrowicza w Gdyni w inscenizacjach sztuk Witkacego Wariat i zakonnica (2006) i Szewcy (2008).
Występował w Teatrze Telewizji, w roku 2003 zagrał w spektaklu Wampir W. Tomczyka w reż. M. Dejczera.
Wielokrotnie grał w filmach, m.in. Prawo ojca, Ogniem i mieczem, Quo vadis, Kret, Letnie przesilenie, odtwarzając mniejsze role, w roku 2005 zagrał w segmencie Śląsk filmu Oda do radości jedną z ról głównych. Wystąpił w Komorniku (2005) w reż. F. Falka, a także w nagradzanych filmach krótkometrażowych młodych reżyserów (Babcia wyjeżdża, 2009,  Hycel, 2015) oraz w filmie A. Holland Pokot (2016). Brał udział w serialach telewizyjnych, takich jak: Na dobre i na złe, Oficer, Tajemnica twierdzy szyfrów, Ojciec Mateusz,  występuje również w stałej obsadzie serialu M jak miłość.
W roku 2016 został wyróżniony Medalem „Dziękujemy za wolność” przyznanym przez Stowarzyszenie Sieć Solidarności za działalność w Radiu „Solidarność” w stanie wojennym.

## Wybrane role teatralne
- P. de Beaumarchais, Wesele Figara, reż. W. Skaruch, rola: Pedrillo, Teatr Dramatyczny, Warszawa, 1983
- T. Borowski, Borowski, reż. K. Karabasz, rola: Borowski, Teatr Dramatyczny, Warszawa, 1984
- Voltaire, Kandyd, reż. K. Orzechowski, rola: Kakambo, Teatr Dramatyczny, Warszawa, 1985
- T. Łubieński, Śmierć Komandora, reż. M. Okopiński, rola: Leppo, Teatr Dramatyczny, Warszawa, 1985
- J. Słowacki, Balladyna, reż. J. Wróblewski, rola: Lekarz koronny, Teatr im. J. Słowackiego, Kraków, 1987
- B. Jasieński, Bal manekinów, reż. G. Warchoł, rola: Manekin 1 męski, Teatr im. J. Słowackiego, Kraków, 1987
- W. Shakespeare, Burza, reż. J. Goliński, rola: Antonio, Teatr im. J. Słowackiego, Kraków, 1990
- G. Zapolska, Moralność pani Dulskiej, reż. J. Fryźlewicz, rola: Zbyszko Dulski, Teatr Polski Bydgoszcz, 1991
- A. Fugard, Dzień dobry i do widzenia, reż. J. Zilli, rola: Johnnie, Teatr Polski, Bydgoszcz, 1992
- B. Brecht, Opera za trzy grosze, reż. A. M. Marczewski, rola: Macheath, Teatr Polski, Bydgoszcz, 1992
- J. Kander, Cabaret, reż. A. M. Marczewski, rola: Ernst Ludwig, Teatr Polski, Bydgoszcz, 1993
- F. Dostojewski, Bracia Karamazow, reż. B. Ciosek, rola: Smierdiakow, Teatr Śląski, Katowice, 1995
- G. Grass, Wróżby kumaka, reż. B. Tosza, rola: Chatterjee, Teatr Śląski, Katowice, 1995
- A. Mickiewicz, Ballady i romanse, reż. I. Jun, role: Duch Męża, Kosiarz, Kozak, Mefistofel, Służący, Zbój, Teatr Śląski, Katowice, 1996
- S.I. Witkiewicz, Wariat i zakonnica, reż. J. Bunsch, rola: Mieczysław Walpurg, Teatr Śląski, Katowice, 1997
- Molière, Amfitrion, reż. B. Zaczykiewicz, role: Merkury, Merkury pod postacią Sozji, Sozja, Teatr Śląski, Katowice, 1995
- M. Gogol, Rewizor, reż. J. Bunsch, rola: Osip, Teatr Zagłębia, Sosnowiec, 1999
- W. Shakespeare, Wieczór Trzech Króli, reż. H. Adamek, rola: Błazen (Feste), Teatr Zagłębia, Sosnowiec, 2000
- G. Boccaccio, Dekameron, J. Klimsza, role: Calandrino/Giaccomo, Teatr Zagłębia, Sosnowiec, 2000
- S.I. Witkiewicz, Szewcy, reż. B. Wyszomirski, rola: Czeladnik I, Teatr Zagłębia, Sosnowiec, 2000
- A. Czechow, Trzy siostry, reż. A. Domalik, rola: Mikołaj Tuzenbach, Teatr Bagatela, Kraków, 2001
- W. Gombrowicz, Ferdydurke, reż. J. Bunsch, rola: Miętus, Teatr Zagłębia, Sosnowiec, 2002
- J. Bock, J. Stein, Skrzypek na dachu, reż. J. Szurmiej, rola: Nachum, Teatr Bagatela, Kraków, 2003
- S. Beckett, Końcówka, reż. M. Sobociński, rola: Hamm, Teatr Bagatela, Kraków, 2003
- S.I. Witkiewicz, Wariat i zakonnica, reż. J. Bunsch, rola: Mieczysław Walpurg, Teatr Miejski im. W. Gombrowicza, Gdynia, 2006
- W. Shakespeare, Othello, reż. M. Sobociński, rola: Rodrigo, Teatr Bagatela, Kraków, 2007
- R. Cooney, Okno na parlament, reż. P. Pitera, rola: Detektyw, Teatr Bagatela, Kraków, 2007
- S.I. Witkiewicz, Szewcy, reż. J. Bunsch, rola: Sajetan Tempe, Teatr Miejski im. W. Gombrowicza, Gdynia, 2008
- G. Büchner, Woyzeck, reż. A. Domalik, rola: Karl, Teatr Bagatela, Kraków, 2009
- D. Mamet, Bizon, reż. K. Deszcz, rola: Prof, Teatr Bagatela, Kraków, 2014

## Filmografia
- 1985: Pan W. jako Szpindel
- 1987: Sala nr 6 jako pacjent
- 1987: Dorastanie jako robotnik
- 1989: Ring jako bokser Henryk Cichoń
- 1999: Prawo ojca jako barman
- 2000: Na dobre i na złe jako komendant oddziału policji (odc. 48)
- 2001: Quo vadis jako dozorca
- 2003: M jak miłość jako Rafał Zawadzki, dyrektor sieci sklepów "Dobra cena", znajomy Jaroszego (odc. 120)
- 2004: Oficer jako Ciszewski, strażnik w banku
- 2004–2010: Na dobre i na złe jako komisarz Szymański
- 2005: Oda do radości jako Ryszard, ojciec Agi
- 2005: Komornik jako Bednarek, mąż Gosi
- 2005: Boża podszewka II jako mężczyzna na zebraniu (odc. 10)
- 2006: Ranczo jako cyklista (odc. 5)
- 2007: Tajemnica twierdzy szyfrów jako Czyżykow
- 2007–2008: Glina jako właściciel baru w Baranicy
- 2009: Ojciec Mateusz jako kierowca Zbigniew Małecki (odc. 13)
- 2009: Janosik. Prawdziwa historia jako oficer
- 2011: Kret jako Roman, właściciel ciucholandu
- 2011: Układ warszawski jako "Lewar" (odc. 1)
- 2014: Letnie przesilenie jako Karpiuk
- 2015–2020: M jak miłość jako Adam Tarnowski, ojciec Joanny
- 2017: Wojenne dziewczyny jako chłop Staszek
- 2017: Pokot jako "Wąsaty"
- 2017: Miasto skarbów jako "Kary"
- 2019: Boże Ciało jako ojciec
- 2020: 25 lat niewinności. Sprawa Tomka Komendy jako sąsiad z Miłoszyc
- 2023: Polowanie na ćmy jako gubernator Maksymowicz (odc. 6)